# Pris au piège (film, 1949)
Pour les articles homonymes, voir Pris au piège et Caught.
Pour plus de détails, voir Fiche technique et Distribution.
Pris au piège (Caught) est un film américain réalisé par Max Ophüls, sorti en 1949, adapté du roman Wild Calendar de Libbie Block (en).

## Synopsis
Leonora, une jeune fille pauvre et jolie qui rêve de réussite sociale, rencontre Smith Olhrig, un homme très riche, séduisant et froid, qui décide de l'épouser pour contredire son psychanalyste à qui il raconte sa déception après qu'elle n'a point cédé à ses avances conquérantes. Personne ne résiste à cet homme d’affaires richissime. S'il faut en passer par le mariage pour posséder celle-là, il le fera. La jeune fille se laisse prendre au piège, et épouse son vrai-faux prince charmant, qui la délaisse aussitôt qu'il en fait sa chose, la considérant plus comme un accessoire décoratif que comme sa femme.
La jeune femme, qui aime pourtant son mari, décide de s'éloigner quelque temps de lui et de travailler. Elle part vivre en dehors du somptueux et sinistre manoir, loge dans une simple chambre et trouve un emploi peu rémunérateur de secrétaire médicale chez deux médecins d'un quartier populaire, un pédiatre, Larry Quinada, et un gynécologue.
Mais Olhrig vient rechercher sa femme, lui déclare son amour, et la reconquiert. Après une brève nuit de secondes noces, elle découvre qu'il n'a pas changé de sentiments à son égard. Elle repart dans sa chambre de bonne, et retrouve son petit emploi, où elle se sent utile aux autres. Mais, alors qu'elle se sent désormais très proche de l'un des deux médecins, Larry Quinada, elle découvre qu'elle est enceinte. Elle s'engage malgré tout dans une relation sentimentale avec Quinada, au point qu'il lui demande de l'épouser.
Dépossédé de sa femme-objet, le mari retrouve sa froideur, son caractère autoritaire, voire sadique. Il la menace de divorce en faisant valoir l'adultère, ce qui lui assurera la garde de l'enfant. Sa vraie nature, son comportement ordinaire d'homme puissant à qui rien ni personne ne résiste se dévoile. Il n'aime que son pouvoir et pas sa femme, n'a même pas de tendresse ou de respect pour elle, et puisqu'elle ne veut pas lui appartenir à sa convenance, il la punira à travers leur enfant.
Mais il est frappé par une crise cardiaque ; sa femme le retrouve agonisant (il survivra),le choc et les sévices psychologiques antérieurs lui font perdre le bébé. Elle sera enfin libre d'aimer et d'épouserle sympathique Dr Quinada.

## Fiche technique
- Titre : Pris au piège
- Titre original : Caught
- Réalisateur : Max Ophüls[1]
- Scénario : Arthur Laurents, Abraham Polonsky, d'après le roman Wild Calendar de Libbie Block (en)
- Photographie : Lee Garmes
- Musique : Friedrich Hollaender
- Montage : Robert Parrish
- Assistants réalisateurs : Robert Aldrich, John Berry (tous les deux non crédité)
- Costumes : Orry-Kelly
- Producteur : Wolfgang Reinhardt
- Société de production : Enterprise Productions
- Pays d'origine :  États-Unis
- Format : Noir et blanc - 1,37:1 - 35 mm
- Genre : Drame, film noir
- Durée : 88 minutes
- Date de sortie : États-Unis, 17 février 1949

## Distribution
- Barbara Bel Geddes (VF : Thérèse Rigaut) : Leonora (VF : Maude) Eames
- Robert Ryan (VF : Marc Valbel) : Smith Olhrig
- James Mason (VF : Jean Davy) : Dr Larry Quinada, pédiatre
- Frank Ferguson (VF : Jean-Henri Chambois) : Dr L.B. Hoffman, obstétricien
- Curt Bois : Franzy Kartos
- Ruth Brady (VF : Jacqueline Ferrière) : Maxine (VF : Marcelle)
- Natalie Schafer : Dorothy Dale
- Art Smith (VF : Henry Valbel) : le psychiatre
- Bernadene Hayes : Mme Rudecki
- Wilton Graff (VF : Jacques Mattler) : M. Gentry
- Ann Morrison (VF : Cécile Didier) : miss Murray
- Merrill McCormick : un client du magasin